# Жинкин, Георгий Николаевич
Гео́ргий Никола́евич Жи́нкин (22 февраля 1917, Харьков — 25 августа 2010, Санкт-Петербург) — основатель кафедры «Экономика и организация строительства» (ЛИИЖТ), ныне «Экономика и менеджмент в строительстве» (ПГУПС); доктор технических наук, профессор, заслуженный строитель РСФСР, почётный профессор Петербургского государственного университета путей сообщения, почётный железнодорожник. Брат Жинкина Льва Николаевича.

## Биография
Родился в Харькове 22 февраля 1917 года.
В 1940 году окончил Ленинградский институт инженеров железнодорожного транспорта (ЛИИЖТ).
- 1947—1950 — аспирант ЛИИЖТ.
- 1951—1957 — кандидат технических наук, преподаватель ЛИИЖТ.
- 1958—1964 — доцент ЛИИЖТ.
- с 1965 года — доктор технических наук.
- 1968—1992 — заведующий кафедрой: «Экономика и организация строительства»[2] ЛИИЖТ.
- 1993—2000 — профессор кафедры: «Экономика и организация строительства».
- С 2001 года — пенсионер.

Был женат, имел троих детей.
Умер в Санкт-Петербурге 25 августа 2010 года. Похоронен на Северном кладбище.

## Научная деятельность
Тема докторской диссертации: «Теоретические основы и практическое применение электрохимического закрепления грунтов».
Подготовил более 26 учеников (кандидатов наук) и 4 профессоров, докторов наук.
Владел немецким языком. Читал лекции в нескольких городах России и за границей (Германия, Румыния).

### Учебники
- Электрохимическая обработка глинистых грунтов в основаниях сооружений / Г. Н. Жинкин. — М.: Стройиздат, 1980 г. — 164 с. ил.
- Организация и планирование железнодорожного строительства: Учеб. для вузов ж.-д. трансп./ Г. Н. Жинкин, И. В. Прокудин, И. А. Грачев и др; Ред. Г. Н. Жинкин, Ред. И. В. Прокудин. — М.: Желдориздат, 2000 г. — 699 с.: ил.
- Особенности строительства железных дорог в районах распространения вечной мерзлоты и болот: Учеб. пособие для вузов ж.-д. трансп./ Г. Н. Жинкин, И. А. Грачев. — М.: УМК МПС России, 2001 г. — 419 с., [5]л. ил.: ил.
- Сооружение земляного полотна железных и притрассовых автомобильных дорог в болотистой местности: Учеб. пособие для вузов ж.-д. трансп./ Г. Н. Жинкин, И. А. Грачев. — СПб.: ПГУПС, 2001 г. — 109 с., [1]л. ил.: ил.